# Ctenocallis israelicus
Ctenocallis israelicus är en insektsart som beskrevs av Hille Ris Lambers 1954. Ctenocallis israelicus ingår i släktet Ctenocallis och familjen långrörsbladlöss. Inga underarter finns listade i Catalogue of Life.